# Пристройка (психология)
Пристройка — понятие в психологии для обозначения техники самопредъявления, которая выражается невербально и отражает вертикальное «расположение» партнеров в коммуникативном акте. Выделяют три типа пристроек: «сверху», «снизу» и «на равных».

## История понятия
Понятие «пристройка» пришло в психологию из области театрального искусства. Пристройки впервые были подробно описаны актёром, режиссёром и теоретиком театра Петром Михайловичем Ершовым. Понятие «пристройка» образовано от глагола «пристраиваться», и в общем смысле означает приспособление к ситуации. В своих книгах «Технология актёрского искусства» и «Режиссура как практическая психология» П. М. Ершов определяет понятие «пристройки» и описывает механизм их работы и связи с другими процессами общения. Любое действие П. М. Ершов рассматривает как чередование трёх взаимосвязанных звеньев: оценки, пристройки и воздействия.
Понятие пристройки вошло в психологию и в настоящее время активно используется, а сами пристройки изучаются в рамках социальной психологии, психологии манипуляции, психологии публичных выступлений (школы убеждающей коммуникации) и т. д. Понятие пристройки также часто соотносятся с позициями «родитель», «взрослый» и «ребёнок» трансакционного анализа Э. Берна.

## Пристройки
По П. М. Ершову пристройки можно разделить на два типа: пристройки к неодушевленным предметам и пристройки к людям. В рамках психологии используется исключительно второй тип пристроек — пристройки к партнёру/партнёрам по общению.
Процесс общения можно представить в виде следующей модели, которая включает пять элементов:
1. Кто? (передает сообщение) — Коммуникатор
2. Что? (передается) — Сообщение (текст)
3. Как? (осуществляется передача) — Канал
4. Кому? (направлено сообщение) — Аудитория
5. С каким эффектом? — Эффективность

Говоря о пристройках, мы говорим о том, кто передает сообщение, то есть о коммуникаторе и о тех позициях, которые он занимает относительно того, кому он передает сообщение.
По П. М. Ершову всякий процесс общения представляет собой чередование оценки, пристройки и непосредственно воздействия на объект. На стадии «Оценки» устанавливается связь между субъективными интересами человека и объективно происходящими событиями. Иными словами, человек осознаёт всё увиденное и услышанное для того, чтобы решить, что делать дальше. За стадией «Оценки» непосредственно следует стадия «Пристройки». Пристраиваться к другому человеку или группе людей можно тремя способами: «сверху», «снизу» и «на равных». Стадия «Пристройки» переходит в стадию «Воздействия» на объект, условно говоря, в стадию «переделывания» партнёра для достижения какого-то результата. На этом круг замыкается.
Пристройка к человеку представляет собой сложный процесс, так как, пристраиваясь к кому-либо, люди руководствуются не только представлениями о своих собственных качествах (статус, сила, ум и т. д.), но и субъективными представлениями о качествах партнёра или партнёров по взаимодействию, а также общими характеристиками ситуации общения (происходит ли общение в формальной или неформальной обстановке, общаемся ли мы с партнером наедине или нас много и т. д.). Также характер пристройки будет определяться субъективными представлениями человека о том, как отреагирует на «воздействие» его партнёр.

«Общаясь с окружающими людьми, всякий человек пристраивается к незнакомому не так, как к знакомому, к мало знакомому не так, как к многолетнему сослуживцу или другу, к жене не так, как к матери или дочери, к начальнику не так, как к подчиненному к противнику не так, как к единомышленнику». 
Ожидание определённой реакции от партнёра во многом обусловлено представлением действующего лица о соотношении его сил с силами партнёра: кто может требовать, а кто нет; кто нужен больше, а кто меньше; у кого больше силы и влияния, а у кого меньше. При этом такие субъективные представления могут оказаться неверными.

«…Например, к плохо одетому человеку иногда пристраиваются „сверху“, хотя это и лишено оснований. Недаром пословица говорит, что „по одежде встречают, по уму провожают“…». 

### Параметры выражения пристроек
Характер пристройки, то есть степень доминантности и подчинения устанавливается с помощью следующих элементов:
- поза
- взгляд
- темп речи
- громкость речи
- интонация
- дистанция (пространство, разделяющее партнеров по взаимодействию)

Дистанцию могут определять наличие или отсутствие физических преград между партнёрами, а также закрытость или открытость какой-то информации. Дистанция может быть близкой (коммуникатор не закрывается никакими предметами, находится вблизи партнёра, открывает собеседнику информацию, которой обладает), дальней (закрывается какими-то предметами, отходит, скрывает информацию) или средней.

### Пристройка «сверху»
Пристройку «сверху» часто соотносят с позициями «родителя», «начальника», «учителя». Внешне пристройка «сверху» может выглядеть как совет, поучение, осуждение, порицание, замечание. Для пристройки «сверху» характерна тенденция занимать главенствующую позицию. Для этого типа пристройки часто используются обращение «на ты» или такие покровительственные обращения как «сынок» и т. д.
- Поза — выпрямленная, приподнятая голова, подбородок параллельно земле — эту пристройку характеризует тенденция быть выше партнера. Стремление «быть выше» может выражаться в таких вещах как: подача руки при встрече ладонью вниз, покровительственное похлопывание по плечу, взгляды сверху вниз и т. п.
- Взгляд — жесткий, немигающий
- Темп речи — медленная речь с выдержанными паузами. Паузы считываются собеседником как необходимость вдуматься и осмыслить слова говорящего, тем самым это ставит говорящего в позицию более осведомленного и умного человека, то есть в позицию «сверху»
- Громкость речи — или громкая (громче, чем у собеседника), или тихая
- Интонация — покровительствующая
- Дистанция — для этой пристройки характерно навязывание партнеру определённой дистанции, даже вопреки его желанию

### Пристройка «снизу»
Этот тип пристройки чаще всего отождествляют с позициями «ребёнка», «подчиненного», «ученика». Эта пристройка означает тенденцию к покорности, послушанию — пристраивающийся «снизу» не хочет доставлять партнёру неудобства и затруднения, часто его поведение проявляется как просьба, извинение, оправдание. Человек, пристраивающийся «снизу», выражает готовность воспринимать любую реакцию партнёра, зачастую соглашаться с ней.
- Поза — приниженная, голова опущена, характерны наклоны корпуса
- Взгляд — постоянное движение глаз, глаза «бегают»
- Темп речи — быстрый, рваная и сбивчивая речь>
- Интонация — виноватая, заискивающая интонация
- Громкость речи — негромкая речь, высокий тон
- Дистанция — предоставление инициативы партнеру, даже вопреки своему комфорту

### Пристройка «на равных»
Эта пристройка означает отсутствие пристроек «сверху» или «снизу». Занимая данную пристройку, оба партнёра, прежде всего, нацеливаются на сотрудничество, информационный обмен, возможно на соревнование. Этот тип пристройки означает уважительное отношение к своему собеседнику, к его интересам и правам. Характерны такие обращения как: «друзья», «коллеги» и т. д.
- Поза — раскованная, человек ведет себя спокойно и естественно, как правило, можно наблюдать симметричность поз собеседников
- Взгляд — обмен взглядами
- Темп речи — синхронизация темпов речи собеседников (так же как и в случае с позами)
- Интонация — характерны повествовательные интонации, вопросы
- Громкость речи — уравнивание громкости
- Дистанция — установление сбалансированного расположения, расположение уравнивается (оба стоят, оба сидят…), никто не давит и никто не уходит от контакта

### Эмоции и дистанция в пристройках
Эмоциональное отношение (позитивное, негативное, нейтральное) человека к собеседнику не зависит от того, какую пристройку он занимает. Пристройка «сверху», например, часто ассоциируется с негативным настроем по отношению к партнёру по общению — это мнение ошибочно. Пристраивающийся «сверху» человек может тепло и доброжелательно относится к своему партнёру (как родитель относится к своему ребёнку или как добрый учитель к своему ученику). Пристройка «снизу», часто воспринимаемая как позитивная по отношению к собеседнику, может быть и негативной (в пример здесь можно привести капризного и недовольного ребёнка, обиженного на родителей). Уважительное отношение друг к другу и нацеленность на диалог, характерные пристройке «на равных», также не обязательно означают положительное отношение друг к другу (например, люди, занимающие равные позиции, могут быть конкурентами/соперниками).
Дистанция в общении также не зависит от характера пристроек. Занимая пристройку «сверху» можно навязывать человеку и близкую, и среднюю, и дальнюю дистанцию, а занимая пристройку «снизу» принимать любую дистанцию. Люди, занимающие позицию «на равных» в общении могут выбирать как близкую дистанцию (например, старые друзья), так и дальнюю или среднюю (например, бизнес-партнёры).

## Области применения
Пристройки изучаются социальными психологами, психологами-практиками и всеми специалистами, которые работают с людьми и для которых важно умение наладить взаимодействие с собеседником.
Впервые о пристройках заговорили в театре и использовали их в рамках программ обучения актёрскому мастерству. Актёров учат правильно пристраиваться ко всему, что есть на сцене, начиная от стола или картины, заканчивая другими актёрами и зрителями. Именно такое внимание даже к неодушевленным предметам делает игру актёров красочной и эмоциональной.
В рамках разных школ практической психологии, пристройки используются и понимаются по-разному. Например, в рамках школы эффективной коммуникации пристройку изучают как технику для успешного вхождения в контакт, достижения взаимопонимания между партнёрами. Сбои в общении в основном связаны с рассогласованием выбора пристроек: например, использование пристройки «сверху», в то время как партнёр пристраивается «на равных». Для достижения открытого и комфортного диалогического общения, которое характеризуется проявлением взаимного интереса, дружелюбия, доверия, больше всего подходит использование пристройки «на равных» со стороны обоих собеседников.
В школе убеждающей коммуникации и в психологии манипуляции пристройка используется как техника влияния на партнёра по общению для достижения собственной цели.. В качестве партнёра может быть как один собеседник, так и большая группа людей: любая аудитория слушателей (например, в рекламе — это потребители) и т. д. В ряде исследований было показано, что не существует «наиболее действенной пристройки» для успешного манипулирования мнением или действиями аудитории, все зависит от ситуации взаимодействия и от того, с кем конкретно происходит общение.
Пристройки активно используют практические психологи в тренингах публичных выступлений, переговоров и т. д.; здесь пристройки выступают в качестве иллюстрации возможных вариантов взаимодействия с публикой или собеседником. В тренингах отрабатывают умение распознавать пристройки и правильно «пристраиваться» к партнёру.

## Пристройки и транзактный анализ
Понятие «транзактный анализ» Э. Берна рассматривается в исследованиях интерактивной стороны общения, которая связана со взаимодействием людей, с непосредственной организацией их совместной деятельности. При анализе взаимодействия вычленяют структуру взаимодействия, позиции участников, стиль действий, особенности ситуации.
Транзактный анализ — направление, предлагающее регулирование действий участников взаимодействия через регулирование их позиций с учётом характера ситуации и стиля взаимодействия. В транзактном анализе выделяют три позиции: «Родитель», «Взрослый», «Ребёнок».
Сходства между положениями концепции транзактного анализа Э. Берна и теории пристроек П. М. Ершова:
1. Описаны 3 позиции, которые может занять участник взаимодействия.
2. Позиции транзактного анализа и пристройки имеют много общего в проявлении, поэтому их соотносят следующим образом: «Сверху» — «Родитель», «На равных» — «Взрослый», «Снизу» — «Ребенок».
3. Оба автора считают, что ни одна из пристроек или позиций не несет негативный или позитивный посыл. Каждая из них в зависимости от ситуации может быть разной.
4. Фокус внимания в теориях направлен не на сами позиции или пристройки, а на процесс взаимодействия.
5. В обеих теориях считается, что нарушение соответствия позиций или пристроек приводят к конфликтам между партнерами и нарушениям коммуникативного акта.

Различия между положениями концепции транзактного анализа Э. Берна и теории пристроек П. М. Ершова:
| Характеристики                        | Э. Берн | П. М. Ершов                                                                        |
| ------------------------------------- | --- | ---------------------------------------------------------------------------------- |
| Теоретическая и практическая база     | Опирается на идеи психоанализа и интеракционизма | исходит из опыта режиссёра, актёра                                                 |
| Происхождение позиций и пристроек     | Это неотъемлемые внутренние характеристики человека. В каждом из нас всегда есть «родитель», « взрослый», «ребенок», и только в момент интеракции кто-то из них выходит на первый план | Мы просто занимаем ту или иную пристройку во время взаимодействия с партнёром      |
| Функции                               | У каждой позиции есть своя зона ответственности: ребёнок отвечает за импульсивное поведение, некоторую доверчивость, эмоциональность. Родитель отвечает за морально-нравственные нормы, их выполнение, соблюдение правил и т. д. Взрослый отвечает за объективную оценку ситуации, собирает информацию от других двух ролей и выстраивает адекватную модель поведения | У пристроек нет конкретной задачи и ответственности за какую-либо из функций       |
| Потеря одной из позиций или пристроек | Если какая-то роль — позиция (как часть личностной структуры) не функционирует, то человек теряет и часть характеристик, за которые отвечала эта роль | Невозможно потерять пристройку, можно просто её не использовать                    |
| Использование                         | Иногда позиции могут выступать как способ манипуляции, доминирования и давления, или механизмом защиты | Ершов считает пристройку способом воздействия, но не упоминает о механизмах защиты |